# Noel Turner
Noel Turner (Sliema, 9 dicembre 1974) è un ex calciatore maltese, di ruolo centrocampista.

## Carriera

### Nazionale
Ha collezionato sessantatré presenze con la propria Nazionale.

## Palmarès

### Individuale
- Calciatore maltese dell'anno: 2

1995-1996, 2002-2003